# Daiene Dias
Daiene Marçal Dias, född 16 maj 1989, är en brasiliansk simmare.
Dias tävlade för Brasilien vid olympiska sommarspelen 2016 i Rio de Janeiro, där hon blev utslagen i semifinalen på 100 meter fjärilsim.